# 정기운
정기운(1992년 7월 5일 ~ )는 대한민국의 축구 선수이며 포지션은 공격수이다. 현재 K리그2 충북 청주 FC에서 활약하고 있다.

## 축구인 경력

### 선수 경력
광운대학교를 거쳐 2015년 K리그 챌린지 수원 FC에 입단하였다. 시즌 개막 전 슈틸리케 감독이 이끄는 대한민국 국가대표팀 제주도 전지훈련 자체 평가전에 초청 선수 자격으로 참가하여 1골을 기록하는 좋은 활약을 펼쳤다. 2015년 3월 28일 열린 부천 FC과의 리그 경기에서 데뷔골을 기록하였다.
2017시즌을 앞두고 내셔널리그의 경주 한국수력원자력으로 이적했다.
2018시즌을 앞두고 안산 그리너스 FC에 입단하며 프로 무대에 복귀했다.

## 수상

### 클럽

#### 경주 한국수력원자력 축구단
- 내셔널리그
  - 우승 1회 : 2017